# Icteranthidium afrum
Icteranthidium afrum är en biart som först beskrevs av Amédée Louis Michel Lepeletier 1841.  Icteranthidium afrum ingår i släktet Icteranthidium och familjen buksamlarbin. Inga underarter finns listade i Catalogue of Life.